# Miroslav Tichý
Miroslav Tichý (ur. 20 listopada 1926 w Nětčicach, dawnej dzielnicy Kyjova, dziś samodzielnej miejscowości, zm. 12 kwietnia 2011 w Pradze) – czeski malarz i fotograf amator.

## Życiorys
W latach 1945–1948, studiował malarstwo w praskiej Akademii Sztuk Pięknych. Przerwał studia, i zawiedziony niespełnionymi obietnicami odwilży po śmierci Stalina, wrócił do rodzinnego Kyjova. Załamanie nerwowe sprawiło, że Tichý oddalił się od środowiska artystycznego, i zaczął pracę w izolacji od społeczeństwa. W latach 1960 zajął się fotografią, którą uprawiał przy pomocy przestarzałych narzędzi fotograficznych, lub z narzędzi, które stworzył samodzielnie i które obecnie wystawiane są wraz z jego pracami. Głównym tematem jego prac są kobiety.
Dzieło Tichý'ego odkryte zostało przez krytyków w latach 2000.